# ウトロ漁港
ウトロ漁港（ウトロぎょこう）は、北海道斜里郡斜里町にある漁港。

## 概要
ウトロ漁港は北海道東部のオホーツク海に面した知床半島に位置しており、「知床国立公園」オホーツク海側の玄関口になっている。2005年（平成17年）には「知床」がユネスコ（国際連合教育科学文化機関）の「世界自然遺産」に登録されている。定置網を中心とする沿岸漁業が盛んに行われており、サケ・マス漁が全国的にも有名になっている。また、気象や海象の変化が激しい知床海域の緊急避難や北海道の水産基地、災害時の海上輸送基地としての役割を担っている。観光拠点として観光遊覧船やクルーザーの乗船場になっているほか、第2港区（ペレケ地区）の国道334号沿いには「道の駅うとろ・シリエトク」や「知床世界遺産センター」が立地している。ウトロ地区には「オロンコ岩」（知床八景）、「三角岩」、「ゴジラ岩」の奇岩が点在している。

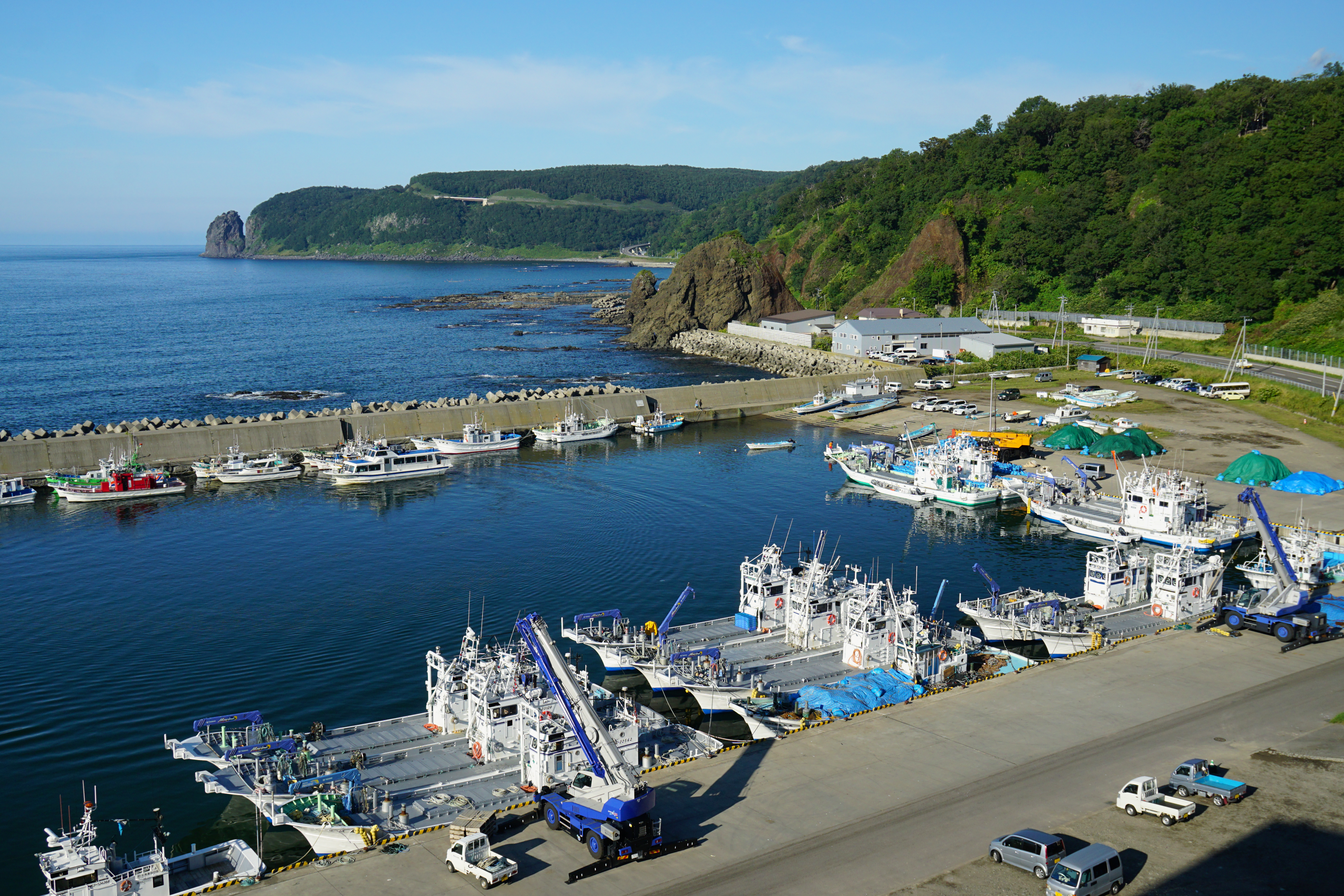
プユニ岬と第1港区（旧港区）（2014年8月）
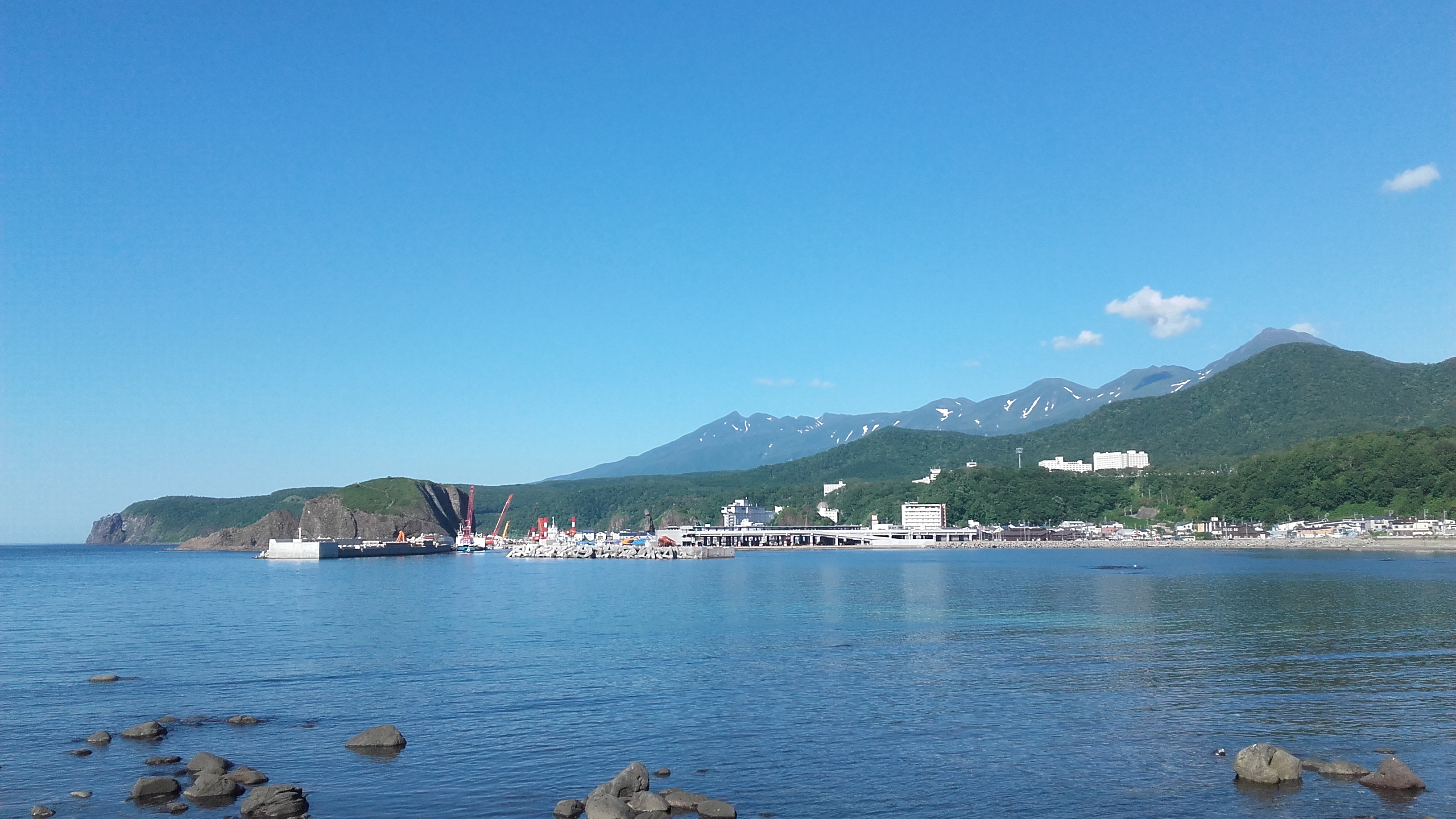
第2港区（ペレケ地区）と知床連山（2016年6月）
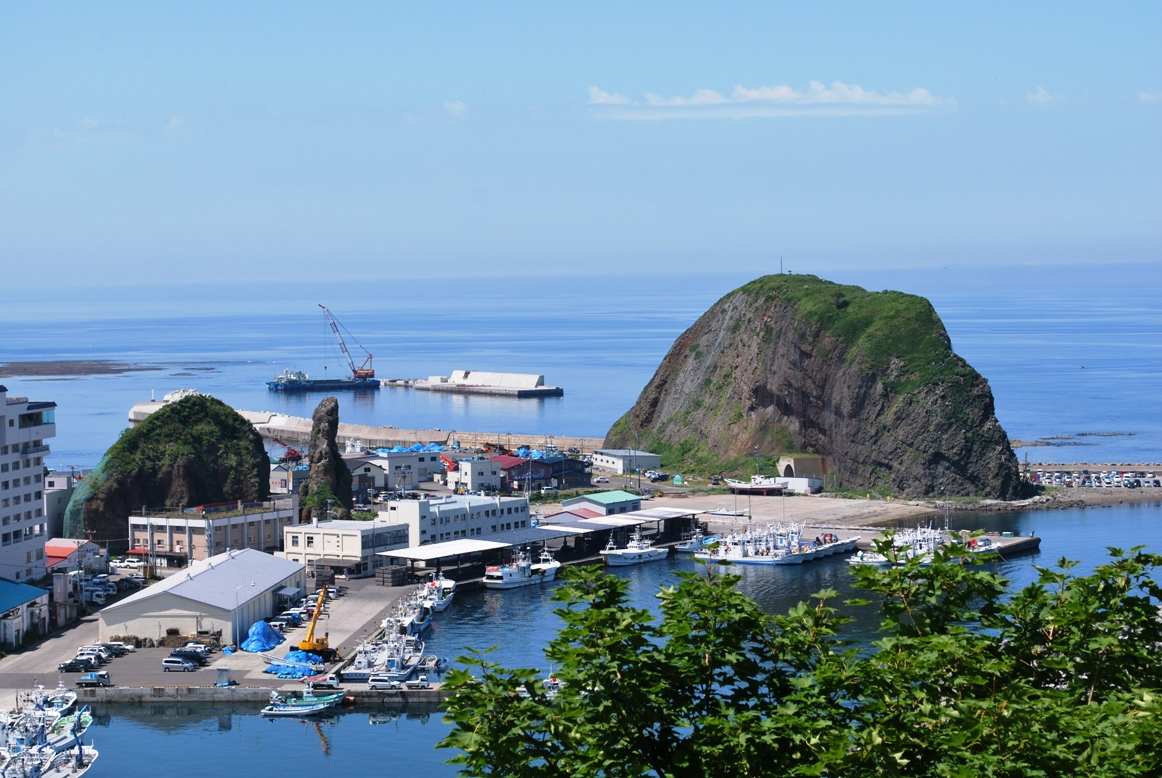
夕陽台から見たウトロ漁港（2009年8月）
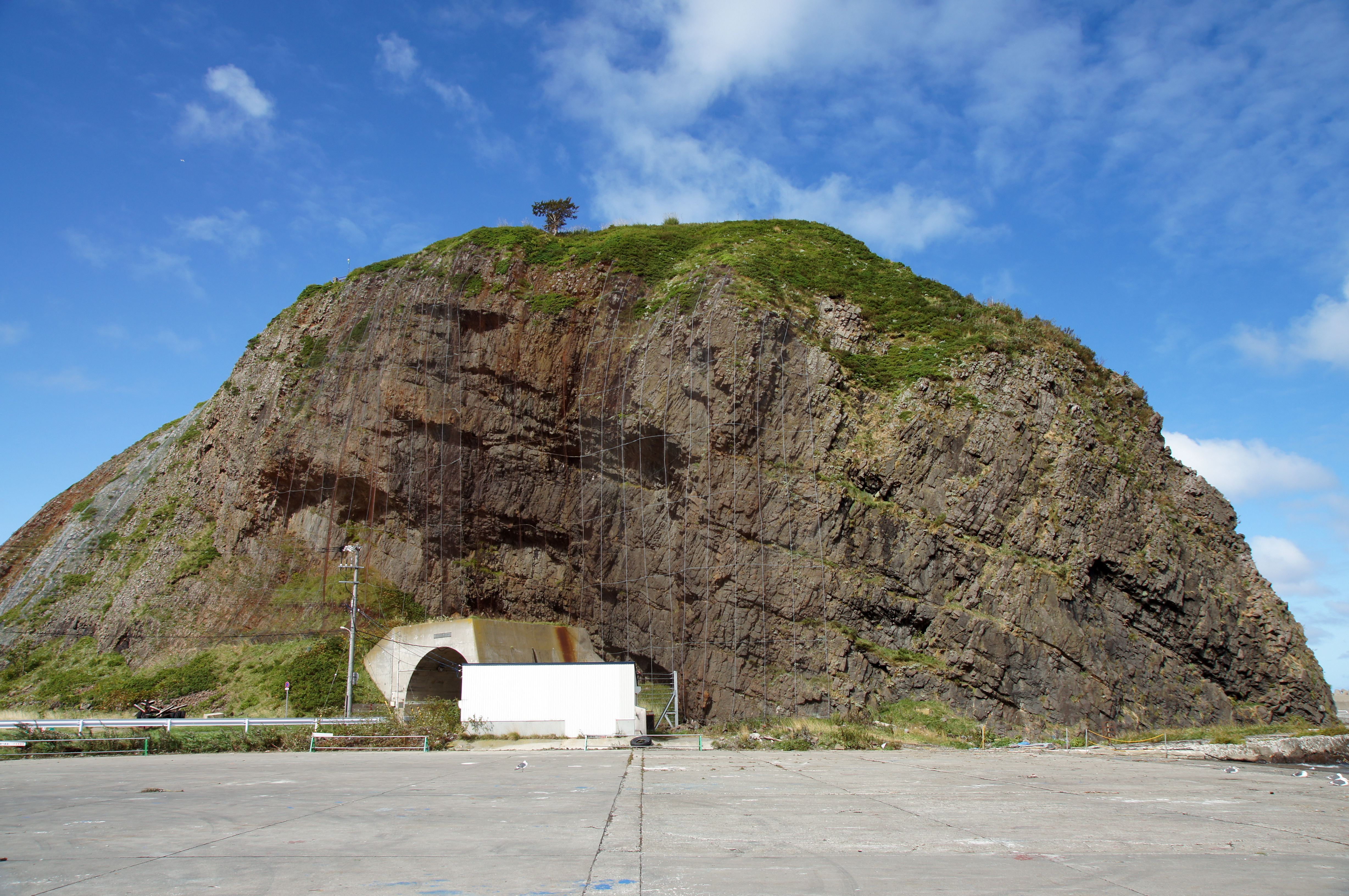
オロンコ岩（2011年9月）
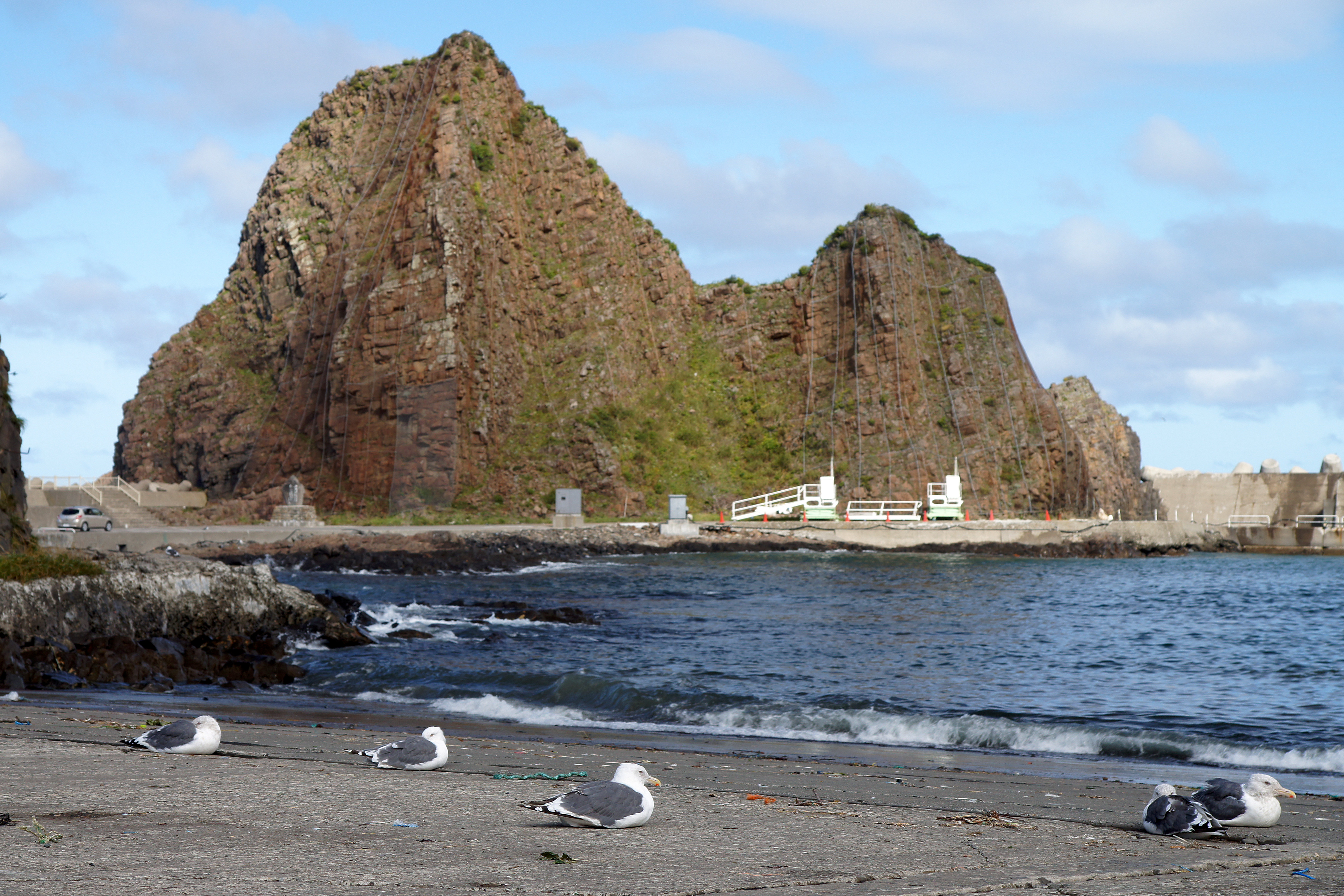
三角岩（2011年9月）
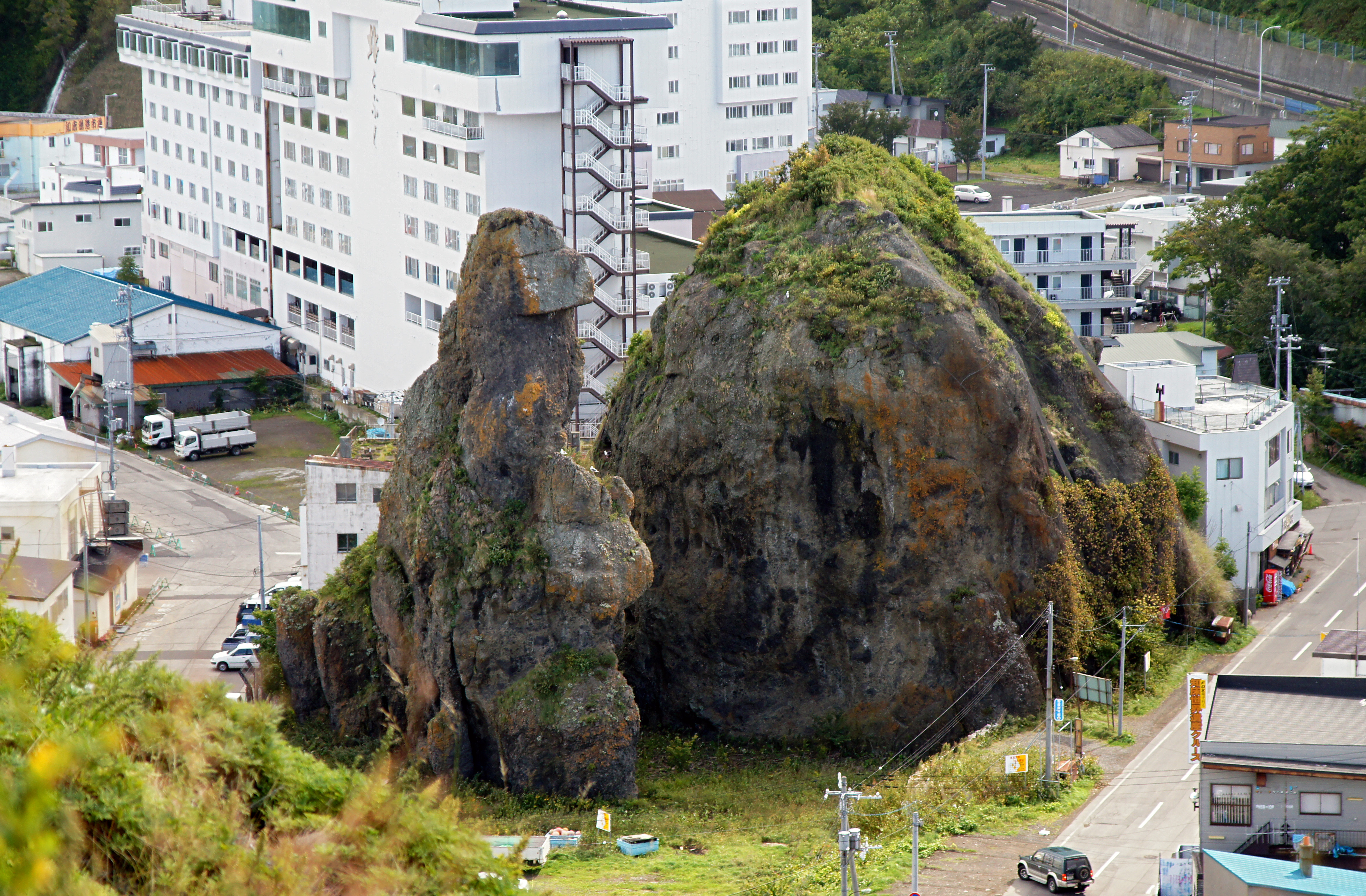
ゴジラ岩（2011年9月）

## 施設
- ウトロ地区
  - 第1港区
  - 第2港区（ペレケ地区）
- 知床岬地区

## 沿革
- 1951年（昭和26年）：「宇登呂漁港」として「第4種漁港」指定[3]。
- 1969年（昭和44年）：知床岬地区が宇登呂漁港の分区指定[3]。
- 1980年（昭和50年）：知床横断道路（知床峠）開通[3]。
- 1991年（平成03年）：宇登呂地区ペレケ湾側開港[3]。
- 1996年（平成08年）：知床観光船「おーろら」就航[3]。
- 2006年（平成18年）：「ウトロ漁港」と名称変更[3]。
- 2007年（平成19年）：「ウトロ地域マリンビジョン」策定[5]。
- 2016年（平成28年）：ペレケ地区新埠頭等供用開始[6]。

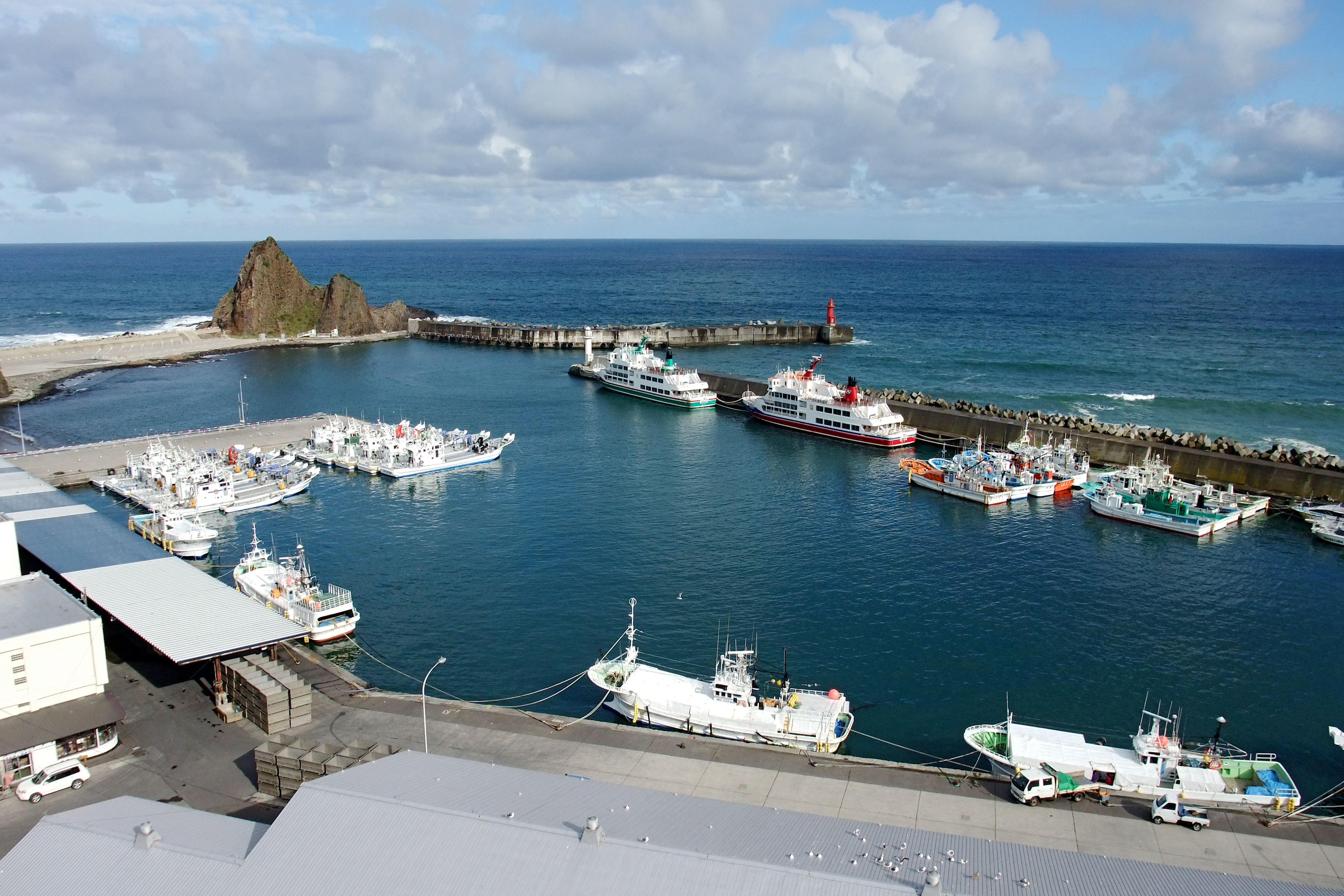
第1港区（旧港区）（2011年9月）
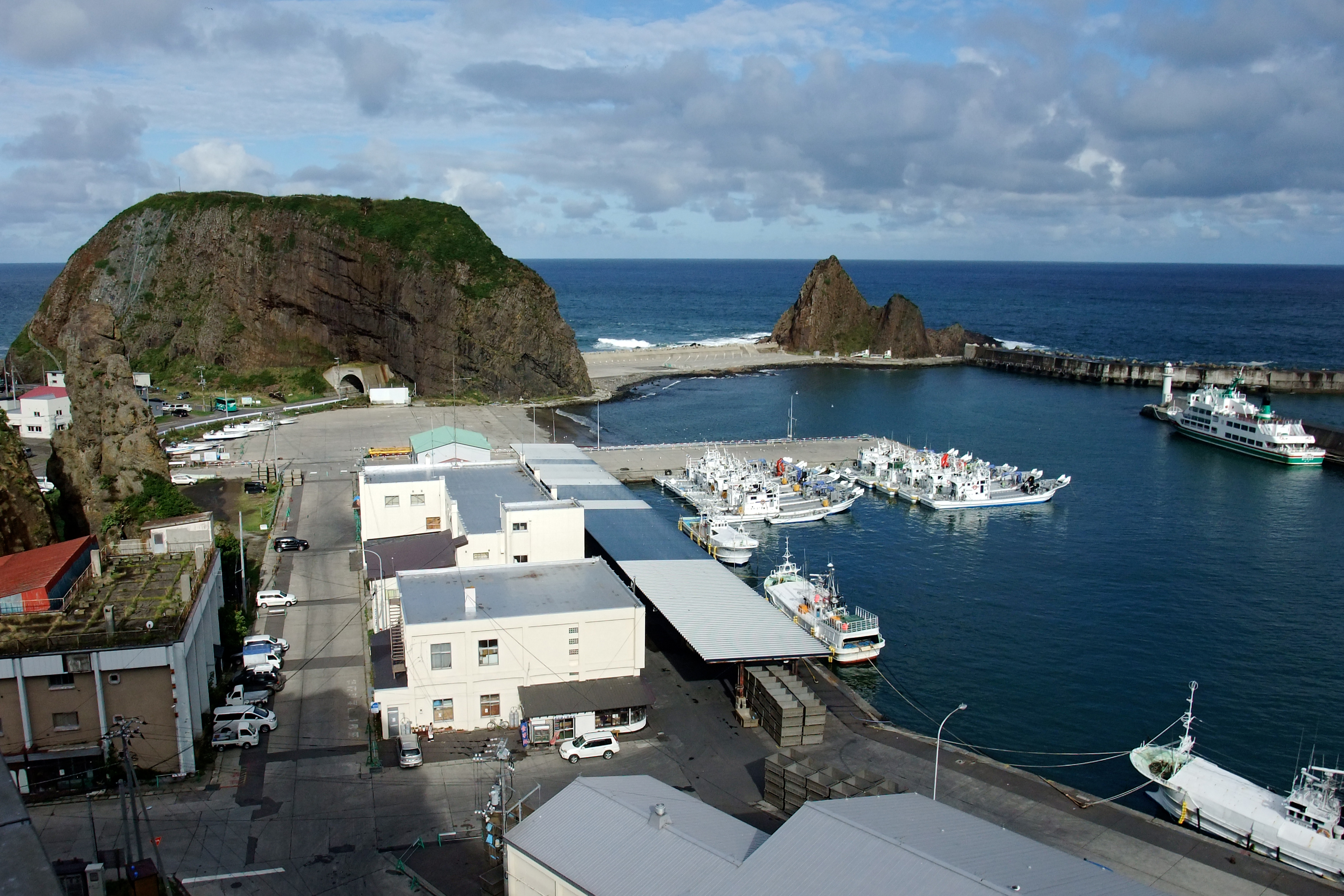
第1港区（旧港区）（2011年9月）
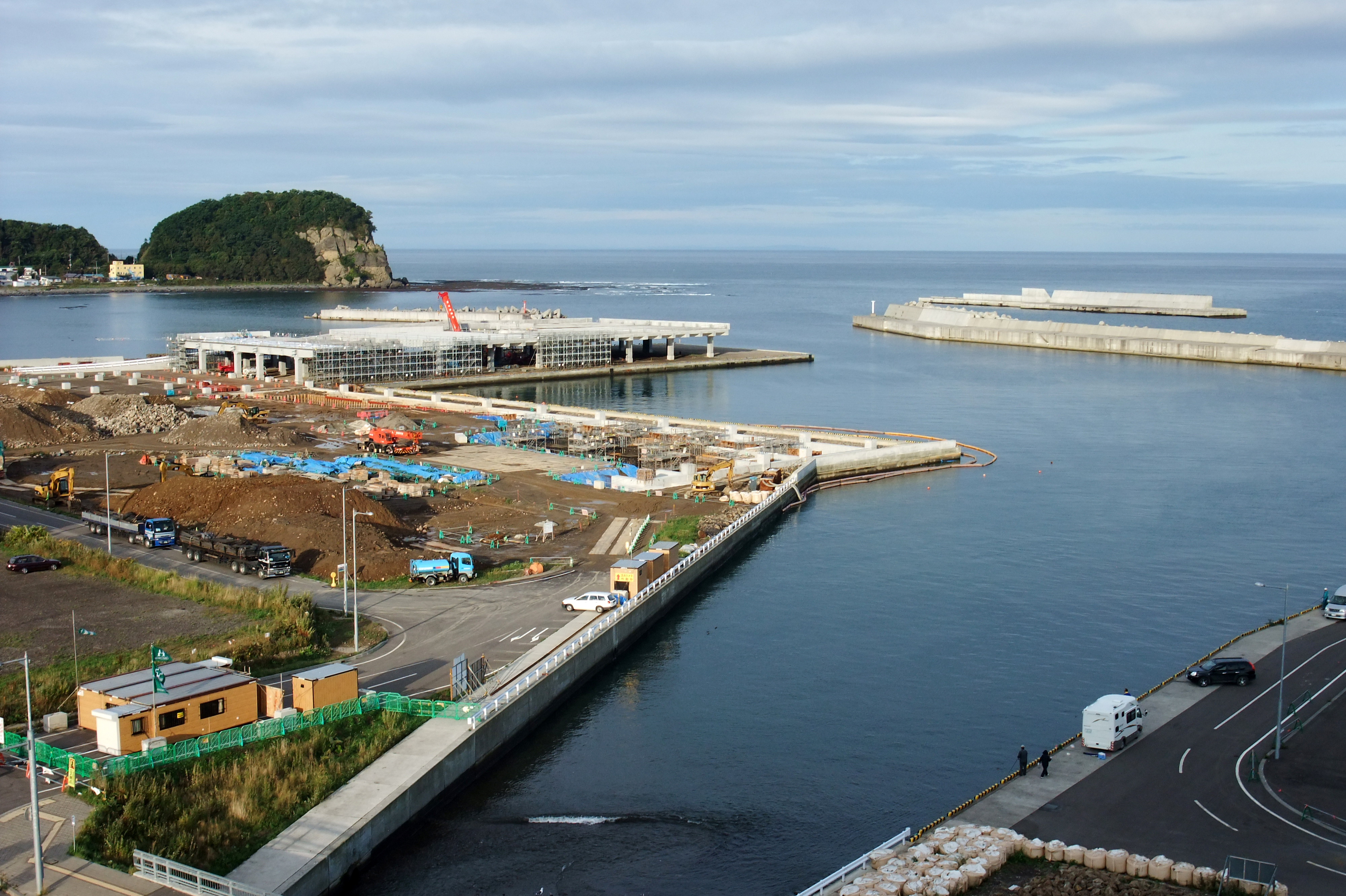
新埠頭等整備中のペレケ地区（2011年9月）
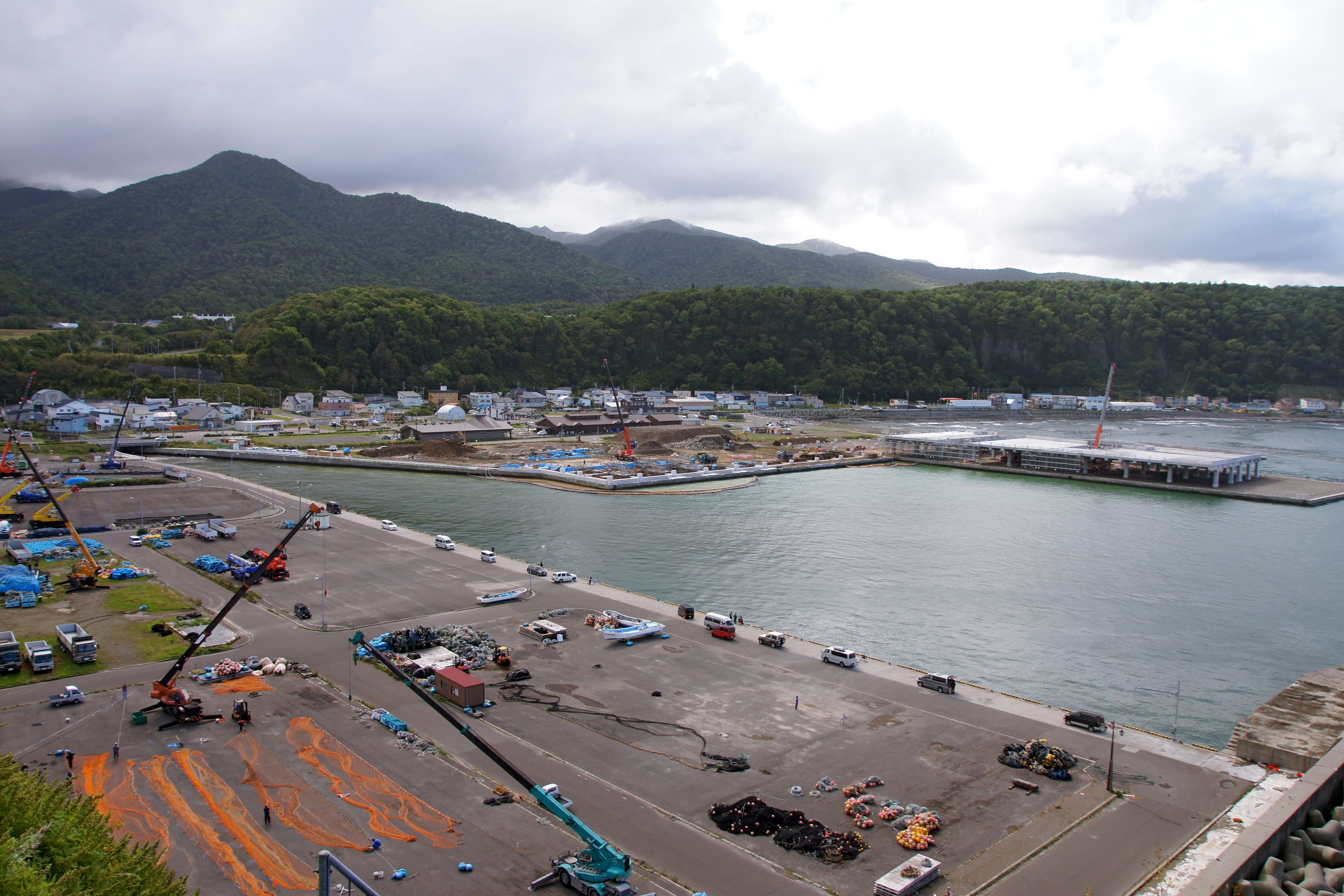
新埠頭等整備中のペレケ地区（2011年9月）

## 主な水産物
- サケ[3]
- カラフトマス[3]
- ホッケ[3]

## 参考資料
- “ウトロ漁港” (PDF).  北海道開発局網走開発建設部. 2017年11月22日閲覧。